# Stefan Wyszyński
Stefan Wyszyński (n. 3 august 1901, Zuzela — d. 28 mai 1981, Varșovia) a fost un arhiepiscop de Varșovia și Gniezno, primat al Poloniei și cardinal din 1953, lider spiritual al opoziției din Polonia. Între 1953-1956 a fost arestat de autoritățile Republicii Populare Polone. 
A fost beatificat în data de 12 septembrie 2021, cu sărbătoarea pe 28 mai.

## Viața
Din 1932 până în 1939 a fost redactor-șef al publicației "Ateneum Kapłańskie". Autor al mai multor lucrări regilioase și politice, precum: Katolicki program walki z komunizmem (1937), Miłość i sprawiedliwość (1940, publicată în 1993).
În anii celui de-al Doilea Război Mondial a fost capelan în cadrul Armatei Krajowa.

## Varia
Universitatea Cardinal Stefan Wyszyński din Varșovia îi poartă numele.